# Districte de Guingamp
El districte de Guingamp és un dels quatre districtes amb què es divideix el departament francès de les Costes del Nord, a la regió de Bretanya. Té 12 cantons i 90 municipis. El cap del districte és la sotsprefectura de Guingamp.

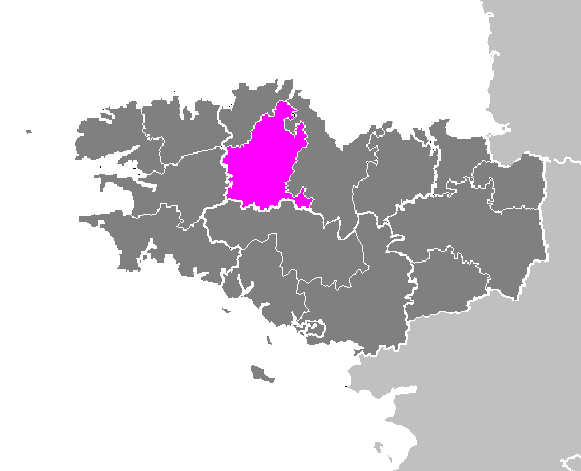
Localització del Districte de Guingamp

## Cantons
cantó de Bégard - cantó de Belle-Isle-en-Terre - cantó de Bourbriac - cantó de Callac - cantó de Gouarec - cantó de Guingamp - cantó de Maël-Carhaix - cantó de Mûr-de-Bretagne - cantó de Plouagat - cantó de Pontrieux - cantó de Rostrenen - cantó de Saint-Nicolas-du-Pélem